# Yukiyo Shintani
Yukiyo Shintani (jap. 新谷 起世, Shintani Yukiyo; * 18. Januar 1985 in Mima) ist eine japanische Grasskiläuferin. Sie gewann bisher drei Medaillen bei Weltmeisterschaften sowie sechs Weltcuprennen und erreichte 2010 den zweiten Platz im Gesamtweltcup.

## Karriere
Yukiyo Shintani stammt aus Mima und wohnt in Machida. Sie ist die ältere Schwester des Grasskiläufers Daichi Shintani. Ihre erste internationale Großveranstaltung war die Juniorenweltmeisterschaft 2005 in Nové Město na Moravě. Dabei gewann die damals 20-Jährige zwei Bronzemedaillen im Slalom und in der Kombination. Im Riesenslalom fuhr sie auf Platz sechs und im Super-G auf Rang sieben. Sechs Wochen danach nahm sie auch an der Weltmeisterschaft 2005 in Dizin teil. Hier erreichte sie jeweils Platz sechs im Slalom, im Riesenslalom und in der Kombination sowie Rang acht im Super-G. Kurz darauf gewann sie in Japan zwei FIS-Rennen.

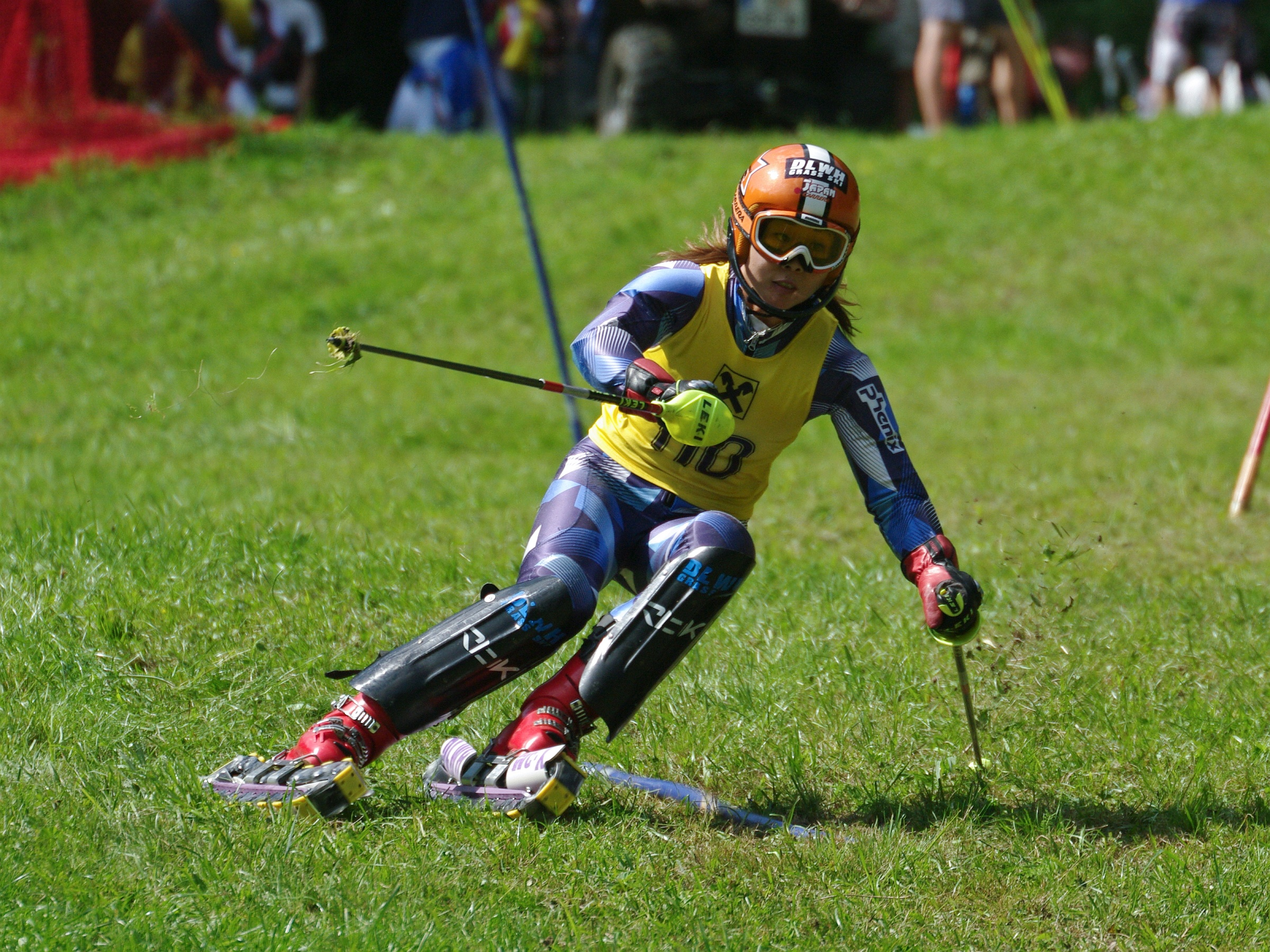
Yukiyo Shintani im FIS-Slalom von Faistenau am 21. August 2010

Im August 2006 bestritt Shintani ihre ersten und in diesem Jahr einzigen Weltcuprennen. Im tschechischen České Petrovice wurde sie jeweils Fünfte im Slalom und im Riesenslalom, womit sie in der Saison 2006 auf Platz elf im Gesamtweltcup kam. Im Jahr 2007 gewann Shintani insgesamt vier FIS-Rennen in Japan und auch bei FIS-Bewerben in Europa erreichte sie mehrere Podestplätze. An Weltcuprennen nahm sie in dieser Saison nicht teil. Ein großer Erfolg gelang ihr bei der Weltmeisterschaft 2007 in Olešnice v Orlických horách. Mit Platz zwei im Slalom hinter der Schweizerin Nadja Vogel gewann sie als erste Japanerin und gleichzeitig auch als erste Nicht-Europäerin eine Medaille bei Grasski-Weltmeisterschaften. In der Super-Kombination wurde sie Fünfte und im Super-G Neunte, im Riesenslalom kam sie jedoch nicht ins Ziel. In der Saison 2008 nahm Shintani an den Weltcuprennen in Rettenbach und in Dizin teil. Sie erreichte Rang sieben in der Super-Kombination von Rettenbach und Platz vier im Super-G von Dizin und kam damit im Gesamtweltcup auf Rang zehn. Bei FIS-Rennen gewann sie die Slaloms von Urnäsch und Rettenbach sowie fünf Bewerbe in Japan.
In der Saison 2009 trat Shintani in fünf Weltcuprennen an und feierte dabei drei Siege. Der Erste gelang ihr am 4. Juli im Slalom von Čenkovice, die nächsten beiden Ende August in Maria Gugging. Dort gewann sie zeitgleich mit der Österreicherin Jacqueline Gerlach den Riesenslalom und am nächsten Tag auch den Slalom. Hinzu kommt ein sechster Platz in der Super-Kombination von Wilhelmsburg, aber auch ein Ausfall im zweiten Slalom von Čenkovice. Im Gesamtweltcup erreichte sie damit den fünften Platz. Bei der Weltmeisterschaft 2009 in Rettenbach gewann Shintani die Bronzemedaille im Super-G und wurde Zehnte im Riesenslalom. Im Slalom und in der Super-Kombination kam sie nicht ins Ziel. In der Saison 2010 nahm Shintani an allen elf Weltcuprennen teil. Sie gewann die Slaloms in Faistenau und Frais-Chiomonte, wurde Zweite in der Super-Kombination von Goldingen sowie im Riesenslalom von Dizin und Dritte im Super-G von Cesana San Sicario. Damit erreichte sie im Gesamtweltcup hinter der Deutschen Anna-Lena Büdenbender und vor der Österreicherin Ingrid Hirschhofer den zweiten Platz. Im Juni 2010 hatte sie den FIS-Super-G in Rettenbach gewonnen, zum Saisonabschluss Anfang Oktober gewann sie noch die beiden FIS-Rennen in Japan.
Bei der Weltmeisterschaft 2011 in Goldingen gewann Shintani die Silbermedaille im Super-G. Zudem wurde sie Vierte im Riesenslalom. In der Super-Kombination, in der sie nach dem ersten Durchgang führte, schied sie ebenso wie im Slalom im zweiten Durchgang aus. An Weltcuprennen nahm sie in der Saison 2011 nicht teil. Neben der Weltmeisterschaft bestritt sie lediglich die vier FIS-Rennen in Japan, von denen sie drei gewann. In der Saison 2012 nahm Shintani neben FIS-Rennen in Japan auch wieder an vier Weltcuprennen in Europa teil. Sie fuhr in allen Rennen auf das Podest und feierte am 8. Juli im Slalom von Předklášteří ihren insgesamt sechsten Weltcupsieg. Damit belegte sie im Gesamtweltcup den siebten Rang.

## Erfolge

### Weltmeisterschaften
- Dizin 2005: 6. Slalom, 6. Riesenslalom, 6. Kombination, 8. Super-G
- Olešnice v Orlických horách 2007: 2. Slalom, 5. Super-Kombination, 9. Super-G
- Rettenbach 2009: 3. Super-G, 10. Riesenslalom
- Goldingen 2011: 2. Super-G, 4. Riesenslalom

### Juniorenweltmeisterschaften
- Nové Město na Moravě 2005: 3. Slalom, 3. Kombination, 6. Riesenslalom, 7. Super-G

### Weltcup
- Saison 2010: 2. Gesamtrang
- Saison 2009: 5. Gesamtrang
- 6 Siege und weitere 6 Podestplätze

#### Weltcupsiege
| Datum              | Ort             | Land       | Disziplin      |
| ------------------ | --------------- | ---------- | -------------- |
| 4. Juli 2009       | Čenkovice       | Tschechien | Slalom         |
| 29. August 2009    | Maria Gugging   | Österreich | Riesenslalom * |
| 30. August 2009    | Maria Gugging   | Österreich | Slalom         |
| 22. August 2010    | Faistenau       | Österreich | Slalom         |
| 18. September 2010 | Frais-Chiomonte | Italien    | Slalom         |
| 8. Juli 2012       | Předklášteří    | Tschechien | Slalom         |

* zeitgleich mit Jacqueline Gerlach